# Amando Bahlmann
Amando Bahlmann OFM, (nascido Johann August Engelbert Bahlmann[carece de fontes?]; Bartmannsholte, 8 de maio de 1862 - Nápoles, 5 de março de 1939), foi um frade e bispo católico, titular de Argos e Prelado de Santarém.